# トトロの森
トトロの森（トトロのもり）は、公益財団法人トトロのふるさと基金によるナショナルトラスト事業で購入・保全されている狭山丘陵の土地の愛称。その多くは狭山丘陵北麓周辺の山林地である。

## 概要
狭山丘陵は、長編アニメーション映画 『となりのトトロ』に登場する風景のモデルの一つであるとされ、作品の生みの親である宮崎駿は丘陵を市域の一角とする埼玉県所沢市に暮らしている。バブル経済期の開発から狭山丘陵を守ろうとした市民が1989年11月から12月にかけて、宮崎と鈴木敏夫に連絡をして、運動にトトロの名称やイラストを使うことの承諾を得て、翌1990年に基金が発足した。宮崎自身この運動に呼び掛け人の一人として名前を連ねている。
1991年に取得された「トトロの森1号地」を皮切りに、2019年5月までに51か所の「トトロの森」が確保され、その多くが一般市民向けの散策地として公開されている。一部のトラスト地では谷戸田を中心とした里山環境の維持・復元にも取り組んでいる。草刈りや落ち葉掃きはボランティア「トトロの森で何かし隊」が担っている。
なお、広義の用法としては、狭山丘陵そのものを指して「トトロの森」と呼ぶようなこともある。

## トトロのふるさと基金
1980年、早稲田大学が創立100周年記念事業の一環として新キャンパスを設置する計画が明らかになり、設置先が所沢市内の狭山丘陵と発表したことで一大反対運動が引き起こった。これを契機として、1981年に環境保護市民運動団体「狭山丘陵の自然と文化財を考える連絡会議」および「狭山丘陵を市民の森にする会」が発足して、共同で反対運動を展開した。しかし、1986年に早稲田大学進出計画に関する3者（埼玉県、早大、保護2団体）合意により、保護2団体は早大のキャンパス設置を承認した。これを受けて、埼玉県知事が狭山丘陵の保全を表明して、反対運動を終結した。
保護2団体は同年11月に共同で「雑木林博物館構想」を策定して埼玉県へ提出するなどを経て、1990年4月12日に埼玉県野鳥の会（現・埼玉県生態系保護協会）と共にナショナルトラスト運動「トトロのふるさと基金」（通称「トトロ基金」）を開始。その運営団体として「トトロのふるさと基金委員会」（通称・トトロ基金委員会）が設立され、これ以降トラスト地の取得活動を進めてきた。
1997年に法人格取得を目指すため「トトロのふるさと基金」に改称。1998年に財団法人化し「財団法人トトロのふるさと財団」（通称・トトロ財団）と改称した。2011年には公益財団法人化するとともに名称を「公益財団法人トトロのふるさと基金」に戻し、現在に至っている。
2012年12月14日、公益財団法人化に伴い事務所として移転した古民家（旧和田家住宅、通称「クロスケの家」。2004年12月に取得）と活動施設として使用する茶工場並び土蔵が、「旧和田家住宅主屋・製茶工場・土蔵」として登録有形文化財（建造物）に登録された。
2006年4月より狭山丘陵いきものふれあいの里センターの指定管理団体になっている。

## トトロの森取得地
出典：
- 1号地 - 所沢市上山口雑魚入351、1991年8月8日取得
- 2号地 - 所沢市大字久米字八幡越2375・2376、1996年4月10日取得
- 3号地 - 所沢市上山口チカタ253-2、1998年5月26日取得
- 4号地 - 所沢市三ケ島1丁目395、2001年5月23日取得
- 5号地 - 所沢市大字堀之内133-1、134-1、2003年10月29日取得
- 6号地 - 所沢市大字山口字狢入2627-1、2630-1、2632-2、2633-1、-2、2003年10月29日取得
- 7号地 - 所沢市北野南2丁目28-45、46、2008年11月14日取得
- 8号地 - 所沢市北野南1丁目20-49、2008年11月14日取得
- 9号地 - 所沢市三ヶ島1丁目410-13、14、2008年11月26日取得
- 10号地 - 所沢市三ヶ島1丁目379-1、2009年5月19日取得
- 11号地 - 所沢市北野南2丁目28-13、2010年1月25日取得
- 12号地 - 所沢市北中四丁目455番、2010年6月14日取得
- 13号地 - 所沢市掘之内472、2010年10月28日取得
- 14号地 - 所沢市北野3丁目6-12、2011年1月27日取得
- 15号地 - 所沢市上山口字チカタ251番地2、2011年10月30日取得
- 16号地 - 所沢市北野南二丁目28-9、2012年3月19日取得
- 17号地 - 東村山市秋津町5丁目28-21、22、30、31、33、30-13、15、2012年5月28日／6月8日取得
- 16号地 - 所沢市堀之内374、2012年10月22日取得
- 19号地 - 所沢市大字上山口字大芝原1998、2013年3月18日取得
- 20-21号地 - 所沢市三ヶ島二丁目497-2、-3、502、2013年6月10日取得
- 21号地 - 所沢市三ヶ島二丁目503、2013年10月17日取得
- 22号地 - 所沢市三ヶ島一丁目73-1、2014年2月7日取得
- 23号地 - 所沢市山口字貉入2636番、2014年2月26日取得
- 24号地 - 所沢市三ヶ島一丁目336-1、2014年3月14日取得
- 25号地 - 所沢市大字山口字狢入2629番、2014年5月27日取得
- 26号地 - 所沢市三ケ島二丁目、2014年8月25日、2014年11月17日取得
- 27号地 - 所沢市北野三丁目、2014年10月21日取得
- 28号地 - 所沢市大字上山口字長久保、2014年12月16日取得
- 29号地 - 所沢市三ケ島一丁目、2015年3月23日取得
- 30号地 - 入間市宮寺字宮前及び字大谷戸、2015年5月25日取得
- 31号地 - 所沢市三ケ島二丁目、2015年8月24日取得
- 32号地 - 所沢市北野南二丁目、2015年11月17日取得
- 33号地 - 所沢市三ケ島二丁目、2015年12月8日取得
- 34号地 - 所沢市三ケ島二丁目、2015年12月8日取得
- 35・36号地 - 所沢市大字山口字狢入、2016年1月26日取得
- 37号地 - 所沢市大字荒幡字東向大谷、2016年2月19日取得
- 38号地 - 所沢市三ケ島一丁目、2016年6月6日取得
- 39号地 - 所沢市大字上山口字北峰、2016年8月29日取得
- 40号地 - 東大和市芋窪二丁目、2016年9月7日取得
- 41号地 - 所沢市三ケ島二丁目、2017年3月6日取得
- 42号地 - 所沢市北野、2017年10月23日取得
- 43号地 - 所沢市北野新町一丁目、2017年10月23日取得
- 44号地 - 所沢市北野二丁目、2017年10月23日取得
- 45号地 - 所沢市大字上山口字雑魚入、2017年11月21日取得
- 46号地 - 所沢市林一丁目、2017年12月26日取得
- 47号地 - 東大和市芋窪二丁目、2018年2月20日取得
- 48号地 -所沢市大字上山口字チカタ、2018年3月23日取得
- 49号地 -所沢市堀之内、2019年3月19日取得
- 50号地 -所沢市三ヶ島１丁目、2019年4月3日取得
- 51号地 -所沢市三ケ島二丁目、2019年5月30日取得
- 52号地 -所沢市東狭山ヶ丘５丁目、2020年3月19日取得
- 53号地 -所沢市三ヶ島一丁目、2020年7月7日取得
- 54号地 -所沢市北野二丁目、2020年7月7日取得
- 55号地 -所沢市北野二丁目、2020年12月1日取得